# Tiboy Airport
Tiboy Airport är en flygplats i Bolivia.   Den ligger i departementet Beni, i den norra delen av landet, 600 km norr om huvudstaden Sucre. Tiboy Airport ligger 157 meter över havet.
Terrängen runt Tiboy Airport är mycket platt. Trakten runt Tiboy Airport är nära nog obefolkad, med mindre än två invånare per kvadratkilometer..
Omgivningarna runt Tiboy Airport är huvudsakligen savann.